# Мала сунчева веверица
Мала сунчева веверица (лат. Heliosciurus punctatus, енгл. Small sun squirrel) је сисар из реда глодара и породице веверица (Sciuridae).

## Распрострањење
Ареал врсте покрива средњи број држава. Врста има станиште у Обали Слоноваче, Гани, Гвинеји (непотврђено), Либерији и Сијера Леонеу.

## Станиште
Станиште врсте су шуме.

## Угроженост
Подаци о распрострањености ове врсте су недовољни.